# Atari TT
L'Atari TT (ou TT030) est un ordinateur personnel produit par la firme Atari.
Présenté comme le successeur de l'Atari ST. Il était basé sur le microprocesseur Motorola 68030 en ayant le design et la puissance d'une station de travail, avec un clavier séparé plutôt que celui d'un ordinateur familial comme le ST. 
Le TT devait sortir à l'origine en 1988, mais il n'apparut pas sur le marché avant 1990. Ce ne fut pas vraiment un succès commercial. Il était compétitif en publication assistée par ordinateur.
L'abréviation 'TT' viendrait de l'anglais Thirtytwo-Thirtytwo (32-32), tout comme l'abréviation 'ST' qui viendrait de l'anglais Sixteen-Thirtytwo (16-32), ces nombres faisant référence au nombre de bits des bus informatiques de données et des registres du microprocesseur.

## Spécifications
- Processeur Motorola MC68030, 32 bits cadencé à 32MHz (à 16 MHz pour les premières versions)
- Coprocesseur arithmétique Motorola MC68882 cadencé à 32MHz
- Deux types de RAM :
  - La ST RAM visible du processeur ainsi que des périphériques (son, disques, vidéo), 2Mo en standard extensible à 10Mo.
  - La TT Ram visible uniquement du processeur avec un accès plus rapide car non partagé. En contrepartie, elle ne permet pas de loger l'image écran, ni un son DMA. Non présente en standard, extensible à 16Mo par des cartes Atari et à 256Mo par d'autres cartes (AixTT, MagnumTT)
- Port SCSI-1, disque dur interne
- Port ACSI DMA compatible avec celui du ST
- Son DMA en 8 bits, stéréo, jusqu'à 50kHz compatible avec celui du STE (mais avec une légère différence de fréquence).
- 4 ports série jusqu'à 115200 bauds, l'un pouvant être redirigé vers le port LAN
- Ports Midi
- Port //
- Port clavier (compatible Mega STE) accueillant ensuite le joystick et la souris
- Sorties stéréo Cinch
- Port Moniteur DB15 VGA standard affichant sur un même moniteur :
  - Les définitions compatibles Atari ST
    - 320 × 200 16 couleurs parmi 4096
    - 640 × 200 4 couleurs
    - 640 × 400 2 couleurs (au choix, pas uniquement noir et blanc)

  - Les résolutions VGA spécifiques au TT
    - 320 × 480 256 couleurs
    - 640 × 480 16 couleurs

  - Possibilité d'un moniteur spécifique pour la définition 1280×960 en monochrome
- Port VME utilisé pour :
  - des cartes graphiques (NOVA, CrazyDots…) qui permettent des modes True Color
  - des cartes Ethernet
  - des extensions mémoire (théoriquement)
- Port cartouche compatible ST
- Lecteur de disquettes 1.44Mo (formatage MS-DOS standard), lecteur 720Ko pour les premières versions.
- Port pour second lecteur de disquettes
- Horloge sur accumulateur afin de sauvegarder l'heure et la date, ce qui n'était pas le cas sur les ST en standard.
- Nouveau système d'exploitation TOS 3.0x, (3.06 pour le plus abouti), 512Ko en ROM. Il existait aussi une version Unix pour le modèle TT/X.

## Compatibilités avec la série Atari ST
De nombreux programmes ST s'exécutent sans problème sur un TT, notamment ceux utilisant l'interface graphique GEM et les appels graphiques standards de la VDI (couche graphique système). Cependant, la programmation plus dépendante de certains logiciels, en particulier les jeux, aboutit à des incompatibilités:
- le 68030 et le 68000 n'ont pas le même schéma de sauvegarde de pile lors d'un appel à un sous programme ou lors d'une interruption
- les 8 bits supérieurs d'une adresse sont libres et ignorés sur ST (adressage sur 24 bits) et étaient utilisés pour marquer certains pointeurs, ceci devient impossible car l'adressage en TT Ram se fait sur 32 bits (un utilitaire permettait de perdre la TT Ram pour retrouver la compatibilité 24bits.prg)
- les caches du 68030 rendent aléatoire l'exécution d'un code automodifié
- le changement de TOS, et en particulier de son adresse de départ en ROM, empêche des logiciels écrits sans précaution de s'exécuter